# (469505) 2003 FE128
(469505) 2003 FE128 est un objet transneptunien faisant partie des twotinos, de magnitude absolue 6,4. Son diamètre est estimé à 178 km. Un satellite, de nom provisoire S/2012 (469505) 1 a été découvert le 26 juin 2010, il orbite à 2 140 ± 50 km, son diamètre serait d'environ 131 km,. L'objet pourrait être qualifié de transneptunien double.